# Lamborghini Bravo
El Lamborghini Bravo o Bertone Bravo es un prototipo de automóvil diseñado y construido por Bertone para Lamborghini en 1974.

## Desarrollo, diseño y características
El Bravo fue diseñado por el diseñador Marcello Gandini de Bertone para mostrar las ideas de un reemplazo del Urraco. Era un automóvil con carrocería cupé de dos plazas. El nombre "Bravo" era una referencia al emblema del toro embravecido, un regreso después del Countach LP400, cuyo nombre de ningún modo era relacionado con un toro. El Bravo se presentó por primera vez en el Salón del Automóvil de Turín en noviembre de 1974. Este prototipo funcionaba completamente y tenía un motor V8 de 2995,8 cc (3 L) que producía una potencia de 300 CV (220 kW) a 7800 rpm y movía las ruedas traseras. El Bravo era capaz de acelerar de 0 a 100 km/h en 7,3 segundos y de alcanzar los 275 km/h de velocidad máxima. Realizó casi 64.000 km (40.000 millas) de pruebas antes de que fuese llevado al museo de Bertone.
Nunca fue puesto en producción, pero muchas características del diseño del Bravo vendrían encontrando su camino en el Countach, incluso las características angulares, la disposición de las ventanillas, y el diseño de las ruedas, pero el interior del Bravo nunca fue más de lo que era apenas necesario para manejar el vehículo.